# Шамбера
Шамбера́ (фр. Chambérat) — коммуна во Франции, находится в регионе Овернь. Департамент коммуны — Алье. Входит в состав кантона Юрьель. Округ коммуны — Монлюсон.
Код INSEE коммуны — 03051.
Шамбера дала название одноимённому сыру, производимому из коровьего молока.

## Население
Население коммуны на 2008 год составляло 312 человек.
| 1962 | 1968 | 1975 | 1982 | 1990 | 1999 | 2008 |
| ---- | ---- | ---- | ---- | ---- | ---- | ---- |
| 439  | 474  | 403  | 350  | 332  | 308  | 312  |

## Экономика
В 2007 году среди 186 человек в трудоспособном возрасте (15—64 лет) 137 были экономически активными, 49 — неактивными (показатель активности — 73,7 %, в 1999 году было 68,0 %). Из 137 активных работали 123 человека (72 мужчины и 51 женщина), безработных было 14 (10 мужчин и 4 женщины). Среди 49 неактивных 5 человек были учениками или студентами, 20 — пенсионерами, 24 были неактивными по другим причинам.

## Достопримечательности
- Церковь Сен-Жозеф (XIX век)